# Iota Draconis b

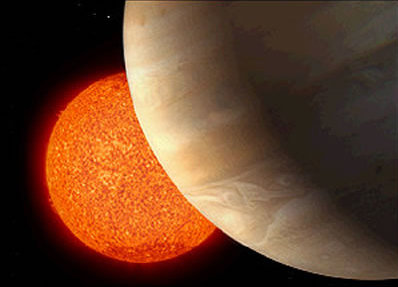
Planeta Iota Draconis b în jurul unei stele tip gigantă roșie.

Exoplaneta Iota Draconis b a fost descoperită în 2002 în timpul unui studiu de măsurare a vitezei radiale a unei stele gigant de tip K și a fost prima planetă descoperită care orbitează în jurul unei stele gigant. Se află pe orbită excentrică, lucru care a ajutat la detecția sa pentru că stelele tip gigantă roșie prezintă pulsații care pot simula prezența unor planete.